# Desa Arjasari (administrativ by i Indonesien, lat -6,35, long 108,01)
Desa Arjasari är en administrativ by i Indonesien.   Den ligger i provinsen Jawa Barat, i den västra delen av landet, 130 km öster om huvudstaden Jakarta.